# Jette ter Horst
Jette ter Horst (* 9. Juli 2002 in Bocholt) ist eine deutsche Fußballspielerin. Seit dem 1. Juli 2024 steht sie bei der SGS Essen unter Vertrag.

## Karriere

### Vereine
Ter Horst begann in Bocholt für die im Stadtteil Lowick ansässigen DJK Sportfreunde Lowick mit dem Fußballspielen. Parallel hatte sie auch ein Doppelspielrecht für die B-Juniorinnen der SGS Essen, für die sie von 2017 bis 2019 in der Staffel West/Südwest der B-Juniorinnen-Bundesliga sechs Tore in 25 Punktspielen erzielte. Zur Saison 2019/20 von der SGS Essen verpflichtet, kam sie zunächst für die zweite Mannschaft in der drittklassigen Regionalliga West in 15 Punktspielen zum Einsatz, in denen sie mit 13 Tore eine beachtliche Torquote aufweisen konnte. Ihr Debüt im Seniorinnenbereich gab sie zum Saisonstart am 25. August 2019 bei der 0:1-Niederlage im Heimspiel gegen den VfL Bochum über 90 Minuten. Ihr erstes Tor erzielte sie am 15. September 2019 (4. Spieltag) bei der 2:4-Niederlage im Auswärtsspiel gegen Vorwärts Spoho Köln mit dem Treffer zum 2:3 in der 62. Minute. Anschließend spielte sie für Borussia Bocholt, von 2020 bis 2022 in der 2. Bundesliga an- und abschließend in der drittklassigen Regionalliga West, aus der Spielklasse ihre Mannschaft erneut abstieg. Daraufhin wurde sie vom Zweitligaaufsteiger FC Carl Zeiss Jena verpflichtet, für den sie alle 26 Saisonspiele bestritt und in diesen sieben Tore erzielte.
Anschließend kehrte sie nach Essen zurück; ihr ehemaliger Verein SGS Essen hatte sie zur Saison 2024/25 unter Vertrag genommen. Für den Bundesligisten kam sie am 11. Oktober 2024 (6. Spieltag) das erste Mal – als Einwechselspielerin für Paula Flach in der 87. Minute – beim 3:0-Sieg im Auswärtsspiel gegen den 1. FFC Turbine Potsdam in der höchsten Spielklasse zum Einsatz.

### Auswahlmannschaft
Ter Horst kam als Spielerin der Auswahlmannschaften des Fußballverbandes Niederrhein der Altersklassen U14 (2016), U16 (2017 und 2018) und U18 (2018 und 2019) in insgesamt 19 Spielen im Turnier um den DFB-Länderpokal an der Sportschule Wedau in Duisburg zum Einsatz, wie auch für die DFB-U16-Auswahlmannschaft in drei Spielen im Jahr 2017. 